# سعيد بن خزرون بن سعيد
سعيد بن خزرون بن سعيد، رابع حكام طرابلس من بنو خزرون.

## السيرة
سنة ولادة سعيد مجهولة، لكنه تربى مع أخويه خليفة و منتصر في مصر في بلاط الخليفة الحاكم بأمر الله و قضى هناك طفولته و شبابه، و سبب ذلك أن أباه خزرون قد نافس على سيادة زناتة بعد مقتل أخيه ورو لكنه انهزم على يد ابن أخيه خليفة بن ورو فلجأ لمصر.
و لكن بعد أن أجلى المرتزقة الأتراك منافسيهم المغاربة عن الدولة الفاطمية، رحل سعيد و المنتصر و استقرا بضواحي طرابلس، بينما يقال أنه عاد للثأر وحده، بدأ سعيد بتأليب البربر على خليفة بن ورو و بدأ يدعوهم لدعمه حتى اجتمعت عليه زناتة و كثر أنصاره منها، ثم استغل سعيد الفرصة، وهاجم مدينة طرابلس فهرب منها ابن عمه خليفة، و يرجح الهادي روجر أن سعيد أخذها بعد وفاة خليفة، و بهذا أصبح سعيد أميرا على طرابلس و ثأر لأبيه. و اُختلف في زمان توليه فيقول الطاهر الزاوي أنه وصل إلى مصر و تولى سنة 433هـ/1041 و يرى الهادي روجر أنه تولى سنة 427هـ / 1036. و لم يستمر حكم سعيد طويلا فقد قُتل بعد ذلك على يد أحد فروع قبيلة زغبة سنة 429هـ/1038 و ادعى الطاهر الزاوي أنه قُتل سنة 446هـ/1054، و في نفس سنة وفاته قاد المعز هجوما على طرابلس لا ندري إذا كان سعيد من واجهه أو أحد لاحقيه.